# Višňov
Višňov – wieś (obec) na Słowacji położona w kraju koszyckim, w powiecie Trebišov. Pierwsze wzmianki o miejscowości pochodzą z roku 1270. 
Według danych z dnia 31 grudnia 2012, wieś zamieszkiwało 236 osób, w tym 118 kobiet i 118 mężczyzn.
W 2001 roku rozkład populacji względem narodowości i przynależności etnicznej wyglądał następująco:
- Słowacy – 98,21%
- Czesi – 0,45%
- Rusini – 0,89%
- Węgrzy – 0,45%

Ze względu na wyznawaną religię struktura mieszkańców kształtowała się w 2001 roku następująco:
- Katolicy rzymscy – 68,3%
- Grekokatolicy – 25,89%
- Ateiści – 0,45%
- Nie podano – 0,89%